# Dan Sexton
Dan Sexton (ur. 29 kwietnia 1987 w Apple Valley) – amerykański hokeista, reprezentant USA.

## Kariera
- Apple Valley High (2004-2005)
- Wichita Falls Wildcats (2005-2006)
- Sioux Falls Stampede (2006–2007)
- Bowling Green State University (2008–2009)
- Anaheim Ducks (2009-2011)
- Manitoba Moose (2009/2010)
- Bakersfield Condors (2009/2010)
- Syracuse Crunch (2010-2013)
- Norfolk Admirals (2012-2013)
- TPS (2013–2014)
- Nieftiechimik Niżniekamsk (2014-2018)
- Awtomobilist Jekaterynburg (2018-2021)
- Nieftiechimik Niżniekamsk (2021-2022)
- Växjö Lakers (2022-2023)

Karierę rozwijał w amerykańskich rozgrywkach juniorskich NAHL, USHL, NCAA. W kwietniu 2009 podpisał kontrakt wstępujący z klubem Anaheim Ducks z rozgrywek NHL, nie będąc draftowanym do tej ligi. Od tego czasu występował w rozgrywkach seniorskich NHL, a ponadto także AHL i ECHL. W lipcu 2011 przedłużył kontakt z Ducks o dwa lata. W styczniu 2013 przeszedł do Norfolk Admirals (AHL), a w marcu tego roku wymieniony za Kyle'a Wilsona do klubu Tampa Bay Lightning, w którego barwach jednak nie wystąpił. W połowie 2013 wyjechał do Europy i został zawodnikiem fińskiego klubu TPS Turku. W jego barwach grał w sezonie Liiga (2013/2014), a w jego trakcie w styczniu 2014 został przetransferowany do rosyjskiego klubu w rozgrywkach KHL. Przedłużał kontrakt z klubem każdorazowo o rok: w czerwcu 2015, w maju 2016, w marcu 2017. Od maja 2018 zawodnik. Z końcem kwietnia 2021 odszedł z klubu. W maju 2021 został ponownie zaangażowany przez Nieftiechimik Niżniekamsk. Po inwazji Rosji na Ukrainę z 24 lutego 2022 zdecydował się opuścić Rosję wbrew woli klub. Latem 2022 został zaangażowany w szwedzkim klubie Växjö Lakers. Po sezonie 2022/2023 zakończył karierę.
W barwach USA uczestniczył w turnieju mistrzostw świata edycji 2015.

## Sukcesy
Reprezentacyjne
- Brązowy medal mistrzostw świata: 2015

Klubowe
- Srebrny medal mistrzostw Finlandii: 2007
- Clark Cup – mistrzostwo USHL: 2007 z Sioux Falls Stampede

Indywidualne
- ECHL (2009/2010):
  - Najlepszy zawodnik tygodnia: 16-22 listopada 2009
  - Najlepszy wychowanek miesiąca: grudzień 2009
- AHL (2011/2012):
  - Najlepszy zawodnik tygodnia: 6 listopada 2011
- KHL (2016/2017):
  - Mecz Gwiazd KHL
- KHL (2017/2018):
  - Mecz Gwiazd KHL
  - Czwarte miejsce w klasyfikacji asystentów w sezonie zasadniczym: 35 asyst
- KHL (2018/2019):
  - Trzecie miejsce w klasyfikacji strzelców w sezonie zasadniczym: 25 goli